# Вилков, Михаил Фёдорович
Михаи́л Фёдорович Вилко́в (род. 10 июля 1979, Горький) — российский футбольный судья, представлявший город Нижний Новгород и федерацию Поволжья. Арбитр FIFA до 2019 года. Скандально прославился спорными судейскими решениями в матчах РПЛ, в 2021 году был пожизненно отстранён от судейства.

## Биография
С 2008 года судил матчи молодёжного первенства России, Второго и Первого дивизионов, а также Кубка страны. 29 мая 2009 года дебютировал в Премьер-лиге в качестве резервного судьи в матче 11 тура между командами «Амкар» и «Сатурн». Впоследствии стал регулярно назначаться резервным судьёй в матчах высшего дивизиона страны. В качестве главного судьи в рамках Премьер-лиги Михаил Вилков дебютировал 5 мая 2010 года в матче 9 тура «Крылья Советов» — «Алания». Включая эту встречу, в сезоне 2010 Вилков был судьёй в девяти матчах. 17 марта 2013 года после удаления капитана грозненского «Терека» Ризвана Уциева, Президент Чечни Рамзан Кадыров через громкую связь стадиона назвал арбитра встречи «судья продажная, козёл ты!». Рамзан Кадыров заявил, что слова свои обратно не возьмет, но при этом он готов понести любое наказание со стороны футбольного руководства России за свои нелестные высказывания. Михаил Вилков инцидент комментировать отказался. В общей сложности отработал на 175 матчах Премьер-лиги с учётом сезона 2020/2021. С апреля 2020 года занимал пост президента федерации футбола Нижнего Новгорода.

## Скандалы
Сезон 2017/2018 Вилков начал в ФНЛ из-за того, что не получил судейскую категорию Pro (большое количество ошибок и резонансных решений в сезоне 2016/2017). Однако 1 августа 2017 года был неожиданно назначен на центральный матч тура «Зенит» — «Спартак».
Перед сезоном 2019/2020 Вилков наряду с Сергеем Карасёвым, Виталием Мешковым, Василием Казарцевым и другими прошёл аттестацию на должность видеоарбитра системы VAR. В качестве основного полевого судьи Вилков продолжал обслуживать матчи РПЛ до 16-го тура. 15 ноября 2019 года решением РФС Вилков отстранён от работы в следующих турах РПЛ на неопределённый срок после нескольких скандалов, связанных с грубыми судейскими ошибками на домашних матчах «Зенита» с грозненским «Ахматом» (6-й тур) и московским «ЦСКА» (15-й тур).

### Дисквалификация
17 октября 2020 года Вилков судил матч между «Рубином» и «Краснодаром» в чемпионате России, в котором принял ряд неоднозначных решений в пользу «Краснодара», за что лишился права судить матчи Премьер-лиги в течение 9 туров (вплоть до 31 декабря). Вилкова отправили на испытательный срок, однако после матча 26-го тура сезона РПЛ 2020/2021 между «Локомотивом» и «Ростовом» (4:1) в адрес Вилкова пошла очередная волна критики. В итоге 19 апреля 2021 года был пожизненно дисквалифицирован РФС и лишён права заниматься какой-либо судейской деятельностью: по словам главы судейского комитета РФС Ашота Хачатурянца, Вилков лишится права судить матчи уровня РПЛ, ФНЛ и ПФЛ в связи с «утратой доверия».